# Engels (město)
Engels (rusky Энгельс) je druhé největší město Saratovské oblasti v jižním Povolží v Rusku. Leží na levém břehu řeky Volhy. Spolu se Saratovem, s nímž je spojen monumentálním Saratovským mostem, tvoří aglomeraci o 1,25 milionu obyvatel; zatímco v Saratově obyvatel pomalu ubývá, Engels roste: v roce 2010 zde žilo 209 160 obyvatel, z nichž většina jsou Rusové; dále zde žijí Kazaši, Tataři, Ukrajinci a další.
V letech 1918–1941 byl hlavním městem autonomní Republiky Povolžských Němců v rámci Sovětského svazu. Ještě dnes se v okolní oblasti hlásí k německé národnosti na 20 000 osob. 

Ve městě Engels se narodil hudební skladatel Alfred Schnittke.

## Historie
Sídlo bylo založeno roku 1747 pod názvem Pokrovská sloboda (rusky Покровская слобода). Slovem "sloboda" se označovalo sídlo, jehož obyvatelé byly dočasně osvobození od některých povinností vůči státu. Předtím toto území obývali kalmyčtí kočovníci a sídlo chána Ajuky bylo právě na území dnešního Engelsu. Založení sídla je spojeno s nařízením carevny Kateřiny II. o dobývání soli na jezeře Elton a založení řady opěrných bodů na Volze. V polovině srpna 1747 byla pod vedením podplukovníka H. F. Čemodurova založena první skladiště soli. Ukázalo se, že doprava soli koňskými povozy není možná, koně to nezvládali. Proto byli pozváni povozníci s volskými spřeženími. Právě tito povozníci se stali prvními obyvateli nově založené osady. V roce 1914 se sídlo stalo městem s názvem Pokrovsk. Na dnešní název byl Pokrovsk přejmenován podle teoretika komunismu Friedricha Engelse v roce 1931. Most, který spojuje Engels se Saratovem, byl zprovozněn v roce 1965.

## Ekonomika

### Průmysl

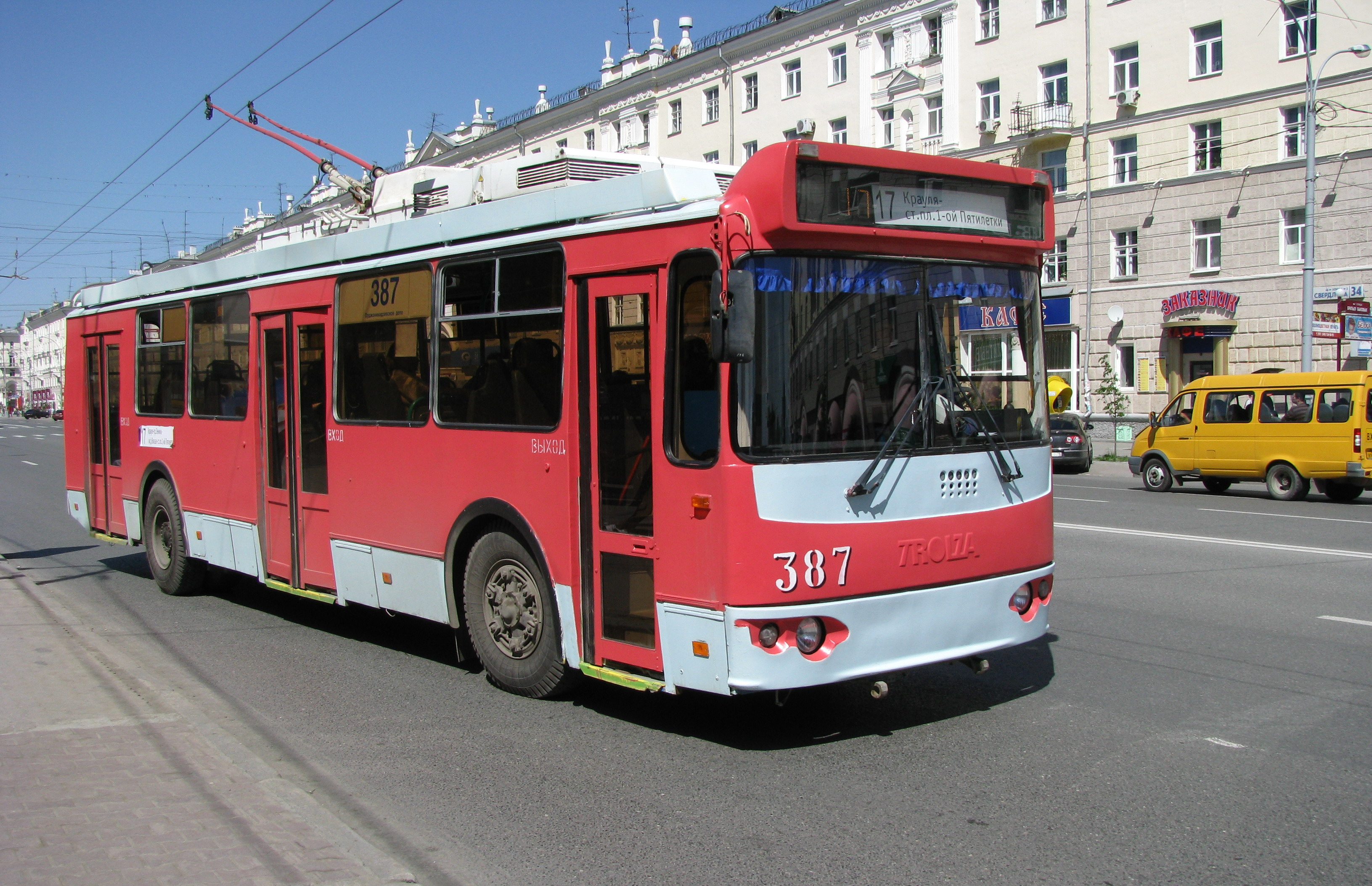
Trolejbus značky Trolza v Jekatěrinburgu

- Firma Trolza je výrobcem trolejbusů
- Engelský závod dopravního strojírenství vyrábí železniční vozidla
- Robert Bosch Saratov vyrábí automobilové zapalovací svíčky
- Bosch Power Tools vyrábí ruční elektrické nářadí
- Engelský závod na výrobu trubek vyrábí všechny typy ocelových trubek
- Henkel Rus je závod Henkel Group na výrobu mycích prostředků

Další závody jsou:
- Engelská nábytková továrna
- Mlékárna "Engelskij"
- Pekárenský kombinát
- Továrna na cukrovinky "Pokrovsk"

### Energetika
Zdrojem elektřiny a tepla je Engelská tepelná elektrárna č. 3.

### Doprava
Ve městě je železniční stanice Pokrovsk na Privolžské dráze. Městskou dopravu představují dvě linky trolejbusů (čísel 14 a 109), maršrutky a meziměstské autobusy, které spojují všechny části města se Saratovem. V letech 1966 - 2004 jezdil přes most mezi Engelsem a Saratovem meziměstský trolejbus číslo 9. Vzhledem k havarijnímu stavu mostu ale bylo trolejové vedení z mostu odstraněno. Po rekonstrukci mostu mezi léty 2005 až 2014 pak byla od 2. července 2021 meziměstská trolejbusová linka (nově 109) obnovena.

## Vojenské objekty

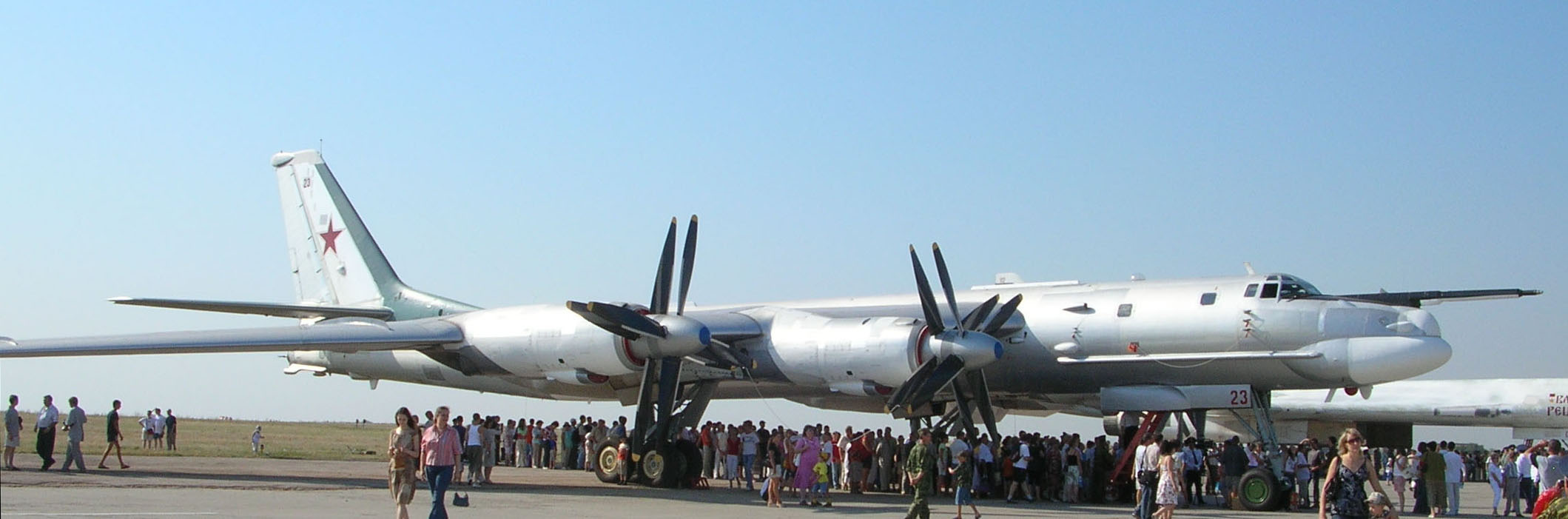
Tu-95 MS na základně Engels

Přibližně pět kilometrů východně od jádra města je umístěna letecká základna Engels-2, jedna z největších leteckých základen na světě[zdroj⁠?!] . Je to jedna ze dvou zbývajících leteckých základen[zdroj⁠?!] , na kterých jsou umístěny strategické bombardéry Tu-160 a Tu-95 MS vyzbrojené jadernými zbraněmi.